# Emma.
Emma. è un film del 2020 diretto da Autumn de Wilde.
La pellicola è un adattamento cinematografico dell'omonimo romanzo di Jane Austen del 1815, e sono presenti tra i protagonisti Anya Taylor-Joy, Johnny Flynn, Josh O'Connor, Callum Turner, Mia Goth, Miranda Hart, e Bill Nighy.

## Trama
Durante l'era della reggenza britannica, la ricca Emma Woodhouse cerca una nuova amica dopo il matrimonio di Miss Taylor, diventata quindi signora Weston. Incontra Harriet Smith, una ragazza di cui non si conosce la vera identità dei genitori ma che è stata comunque educata nel lusso e nella nobiltà: la protagonista suppone che Harriet sia la figlia non riconosciuta di un gentiluomo. In seguito, Emma scopre anche che il signor Robert Martin, un contadino del signor Knightley, cognato della sorella della protagonista, ha chiesto ad Harriet di sposarla. Sebbene Emma affermi di non voler interferire nella sua scelta, riesce indirettamente a far rifiutare la proposta ad Harriet; poi Emma inizia a credere che il signor Elton, anch'esso non ancora sposato, sia innamorato di Harriet e la incoraggia a rivolgere le sue attenzioni su di lui.
A Natale vengono a far visita la sorella di Emma e suo marito, fratello del signor Knightley. Dopo una cena con i Weston, Emma si ritrova sola in una carrozza con il signor Elton, che dichiara il suo amore per lei: la ragazza lo rifiuta prontamente e l'uomo scompare per sei settimane, tornando in seguito con una moglie. Arrivano due membri molto discussi dalla cerchia sociale di Emma: Jane Fairfax, nipote della signora Bates, e Frank Churchill, figlio del signor Weston dal suo primo matrimonio. Cresce la gelosia di Emma nei confronti di Jane ma rimane affascinata da Frank.
L'arrivo di Frank spinge i Weston ad organizzare un ballo, durante il quale il signor Elton si rifiuta di ballare con Harriet, mettendola in grande imbarazzo spezzato dal signor Knightley, che le chiede di ballare. Successivamente l'uomo balla anche con Emma, accendendo dei sentimenti tra di loro. La protagonista se ne va prima che il signor Knightley possa parlare, viene raggiunta da lui a casa, ma non accade alcunché perché arriva Frank, il quale ha salvato Harriet dopo essere stata assalita. Harriet rivela ad Emma di essersi nuovamente innamorata e la ragazza suppone lo sia di Frank e riesce far trascorrere più tempo insieme tra Harriet e Frank. Al contempo, Emma cerca di ricevere maggiori attenzioni da parte del signor Knightley, rimanendo sorpresa quando viene ignorata.
Durante un picnic con numerosi nobili Frank esorta Emma e il signor Knightley ad organizzare un gioco per interrompere la noiosa atmosfera e far divertire Emma. Quest'ultima inconsciamente insulta la signora Bates per la sua ingenuità e il picnic si interrompe frettolosamente. Il signor Knightley rimprovera la ragazza per il suo comportamento, e quando lei prova a scusarsi con la signora Bates questa accetta le sue scuse come se nulla fosse successo.
La ricca zia di Frank muore improvvisamente e Frank rischia quindi di perdere il suo stato da nobile, ma i Weston rivelano che Frank era stato segretamente fidanzato con Jane Fairfax da molti mesi e aspettava solo il decesso della zia, contraria alla loro unione. Emma, preoccupata per Harriet, le comunica la notizia ma lei chiarisce non di essere innamorata di Frank, ma del signor Knightley, pur rendendosi conto che lo sono entrambe.
Il signor Knightley dichiara il suo amore per Emma e le chiede di sposarlo. La ragazza, inizialmente felice, comincia a sanguinare dal naso al pensiero della reazione di Harriet. Si intromette per un'ultima volta nelle vicende amorose dell'amica, offrendo al signor Martin un ritratto di Harriet da lei stessa realizzato. Harriet dice ad Emma di aver accettato la proposta di matrimonio del signor Martin e che suo padre le ha rivelato, ora che è maggiorenne, che non è un nobile, ma un commerciante di galosce. Emma si congratula con Harriet e la invita a casa sua.
La ragazza è molto innamorata del signor Knightley ma è angosciata al pensiero di dover lasciare da solo suo padre. Il signor Knightley le chiede quindi di trasferirsi da loro e i due si sposano.

## Produzione
Nell'ottobre 2018 è stato annunciato un adattamento cinematografico del romanzo, insieme al coinvolgimento dell’attrice Anya Taylor-Joy e della regista Autumn de Wilde. A dicembre 2018 Johnny Flynn è entrato a far parte del cast. Nel marzo 2019 Bill Nighy, Mia Goth, Josh O'Connor, Callum Turner, Miranda Hart, Rupert Graves Gemma Whelan, Amber Anderson e Tanya Reynolds si sono uniti al cast del film. Le riprese sono iniziate nel marzo 2019.

## Promozione
Il 22 novembre 2019 è stato diffuso online il primo trailer in lingua originale insieme al poster ufficiale.

## Distribuzione
Il film è stato distribuito nel Regno Unito il 14 febbraio 2020 e negli Stati Uniti d'America il 21 febbraio successivo. Inizialmente previsto per l'11 giugno 2020, in Italia il film è stato distribuito il 19 marzo 2020 in formato digitale a causa dell'emergenza coronavirus.

## Accoglienza

### Incassi
Al 17 marzo 2020, Emma. ha incassato 10,1 milioni di dollari negli Stati Uniti e Canada, e 15,1 milioni di dollari nel resto del mondo, per un totale di 25,2 milioni.

### Critica
Sull'aggregatore di recensioni Rotten Tomatoes Emma. possiede un tasso di approvazione dell'86% basato su 257 recensioni, con un voto medio di 7,3 su 10. Il consenso critico del sito recita: «Altri adattamenti potrebbero aver fatto un lavoro migliore nel catturare lo spirito classico del materiale originale, ma i fan di Jane Austen dovrebbero trovare una corrispondenza solida in questo Emma.».

## Riconoscimenti
- 2020 – Chicago Film Critics Association Awards[10][11]
  - Migliori costumi
  - Candidatura per la migliore scenografia
- 2021 – San Diego Film Critics Society Awards[12][13]
  - Migliori costumi ad Alexandra Byrne
  - Candidatura per la migliore scenografia a Kave Quinn
- 2021 – Satellite Award[14]
  - Candidatura per la migliore attrice in un film commedia o musicale ad Anya Taylor-Joy
  - Candidatura per i migliori costumi ad Alexandra Byrne
- 2021 – Golden Globe
  - Candidatura per la migliore attrice in un film commedia o musicale ad Anya Taylor-Joy
- 2021 – Premio Oscar
  - Candidatura ai migliori costumi ad Alexandra Byrne
  - Candidatura al miglior trucco e acconciatura a Marese Langan, Laura Allen e Claudia Stolze